# Atentados de 11 de dezembro de 2007 em Argel

Localização da cidade

Os atentados a bomba em Argel, a capital da Argélia, ocorreram no dia 11 de dezembro de 2007, às 9h30min da manhã, horário local, em frente a sede do Acnur.
Dois carros-bomba explodiram, quase simultaneamente, com intervalo de tempo de apenas 10 minutos entre um e outro.
O saldo de mortes no ataque foi de 67 pessoas: 11 delas eram inspetores da ONU. Os feridos chegam quase a 180.
A autoria dos ataques à cidade foi reivindicada pela Al Qaeda no Magreb.

## Reações internacionais

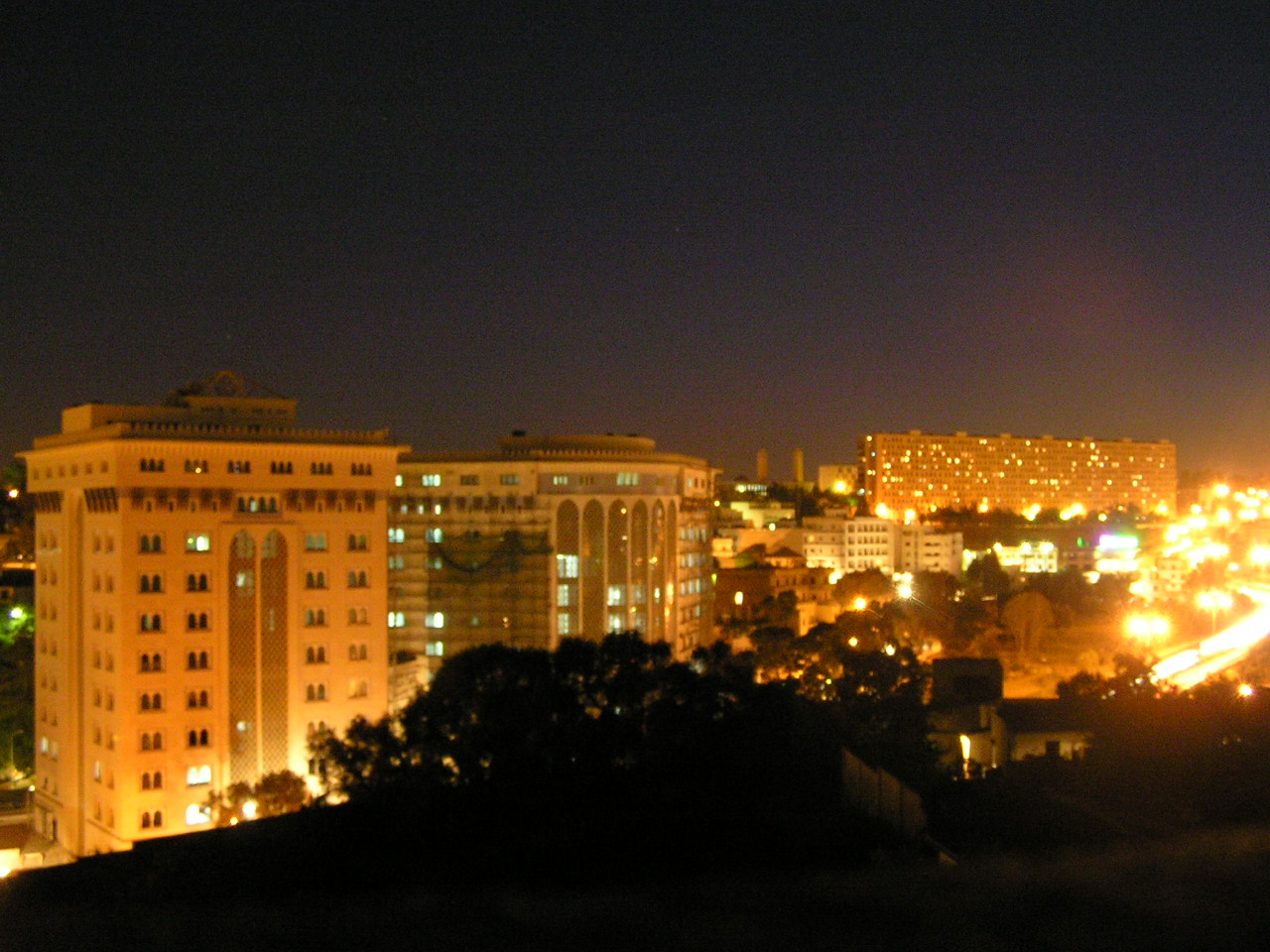
Vista de Argel

- ONU: O secretário-geral das Nações Unidas, Ban Ki-moon, condenou energicamente os ataques terroristas. "As palavras não podem expressar meus sentimentos de estupor, indignação e cólera após o atentado terrorista cometido contra a missão da ONU em Argel".
- Brasil: O presidente Luiz Inácio Lula da Silva enviou uma mensagem de solidariedade ao presidente argelino, em que transmite "a solidariedade do povo e do Governo do Brasil".
- França: O presidente francês, Nicolas Sarkozy em conversa com o presidente argelino, Abdelaziz Bouteflika, condenou os ataques e os chamou de 'bárbaros'.
- Filipinas: O país se alinhou ao resto da Comunidade Internacional e condenou os ataques.
- Estados Unidos: O presidente estadunidense George W.Bush condenou os ataques e se disse solidário aos argelinos.
- Reino Unido: O ministro de Assuntos Exteriores do Reino Unido, David Miliband, classificou como "terrível atrocidade" os atentados, e ofereceu "qualquer ajuda possível" ao Governo argelino.
- União Europeia: A presidência da UE condena vigorosamente os atentados terroristas, e expressou suas condolências e solidariedade às famílias das vítimas.